# Norrmalm
Norrmalm è una delle 14 circoscrizioni di Stoccolma.
L'area è principalmente suddivisa in tre quartieri, quelli di Norrmalm, Vasastaden (chiamato anche Vasastan) e Skeppsholmen. I confini sono delimitati a nord dal Barnhusviken e a sud dal corso d'acqua Norrström.

## Quartieri

### Norrmalm
Il quartiere di Norrmalm propriamente detto, è spesso soprannominato "City" ed è considerato oggi il cuore della città.
Nel 1952 gran parte delle vecchie case furono demolite per far spazio ad un quartiere commerciale e amministrativo, con la presenza di grandi magazzini, sedi di istituzioni culturali e del Governo.
Qui sono presenti anche i palazzi Kulturhuset e Konserthuset, il Museo Nazionale, le piazze Sergels torg e Hötorget, il parco Kungsträdgården e il viale Hamngatan.

### Vasastaden
La denominazione del quartiere ha tratto origine dal viale Vasagatan, situato al suo interno. A sua volta, il viale prende nome da una statua di Gustav Vasa, conosciuto anche come Gustavo I di Svezia. La costruzione urbana di quest'area è iniziata prevalentemente a partire dall'ultimo ventennio del XIX secolo. All'interno di Vasastaden è possibile trovare la piazza Odenplan con la chiesa Gustav Vasa kyrka, ed il parco Vasaparken.

### Skeppsholmen
Il quartiere è composto dall'omonima isola, oltre che dall'isola minore di Kastellholmen.
La superficie è di circa 3,1 ettari. Sono qui presenti alcuni edifici residenziali e di magazzinaggio, oltre ad alcuni musei (fra cui il Moderna Museet). Skeppsholmen fu chiamata in passato anche Notholmen e Skansholmen: solo dall'anno 1720 porta l'attuale nome. Grazie alla sua posizione strategica la Marina svedese vi ha stazionato a partire dal 1665. È collegato alla terraferma grazie al ponte Skeppsholmsbron.